# Tournai
Tournai (französisch, aus lateinisch Turnacum; niederländisch Doornik, deutsch veraltet Dornick) ist eine Stadt am Fluss Escaut (niederländisch: Schelde) in der Provinz Hennegau (niederländisch Henegouwen, französisch Hainaut) im picardischen Teil von Wallonien, dem überwiegend frankophonen Teil Belgiens. Sie hatte am 1. Januar 2019 gemäß den Angaben des nationalen Registers 69.233 Einwohner. Die Stadt liegt etwa 85 km südwestlich von Brüssel. Mit einer Fläche von über 213,75 km² ist sie die größte Gemeinde Belgiens.

## Administrative Gliederung
Seit dem Zusammenschluss belgischer Gemeinden 1977 besteht die Gemeinde Tournai aus 30 Entitäten oder Sektionen. Das sind neben der alten Stadt Tournai 29 Dörfer. Alle diese Sektionen waren vor 1977 eigenständige Gemeinden. Durch die Fusion wurde Tournai zur flächenmäßig größten Kommune Belgiens, mit einer Fläche von 213,75 km². Die Kommune gliedert sich in fünf Distrikte: Tournai, Froidmont, Gaurain, Kain und Templeuve. Von den insgesamt etwa 70.000 Einwohnern leben gut 30.000 in der Kernstadt Tournai.
| Nr.    | Name              | Distrikt  | Postleitzahl |
| ------ | ----------------- | --------- | ------------ |
| I      | Tournai           | Tournai   | 7500         |
| II     | Chercq            | Tournai   | 7521         |
| III    | Saint-Maur        | Tournai   | 7500         |
| IV     | Ere               | Froidmont | 7500         |
| V      | Willemeau         | Froidmont | 7506         |
| VI     | Froidmont         | Froidmont | 7504         |
| VII    | Orcq              | Templeuve | 7501         |
| VIII   | Marquain          | Templeuve | 7522         |
| IX     | Esplechin         | Froidmont | 7502         |
| X      | Lamain            | Templeuve | 7522         |
| XI     | Hertain           | Templeuve | 7522         |
| XII    | Blandain          | Templeuve | 7522         |
| XIII   | Templeuve         | Templeuve | 7520         |
| XIV    | Ramegnies-Chin    | Templeuve | 7520         |
| XV     | Froyennes         | Templeuve | 7503         |
| XVI    | Kain              | Kain      | 7540         |
| XVII   | Mont-Saint-Aubert | Kain      | 7542         |
| XVIII  | Mourcourt         | Kain      | 7543         |
| XIX    | Rumillies         | Kain      | 7540         |
| XX     | Warchin           | Tournai   | 7548         |
| XXI    | Havinnes          | Gaurain   | 7543         |
| XXII   | Melles            | Gaurain   | 7540         |
| XXIII  | Quartes           | Gaurain   | 7540         |
| XXIV   | Thimougies        | Gaurain   | 7543         |
| XXV    | Béclers           | Gaurain   | 7532         |
| XXVI   | Maulde            | Gaurain   | 7534         |
| XXVII  | Barry             | Gaurain   | 7534         |
| XXVIII | Vezon             | Gaurain   | 7538         |
| XXIX   | Gaurain-Ramecroix | Gaurain   | 7530         |
| XXX    | Vaulx             | Gaurain   | 7536         |

Sektionen der Gemeinde Tournai

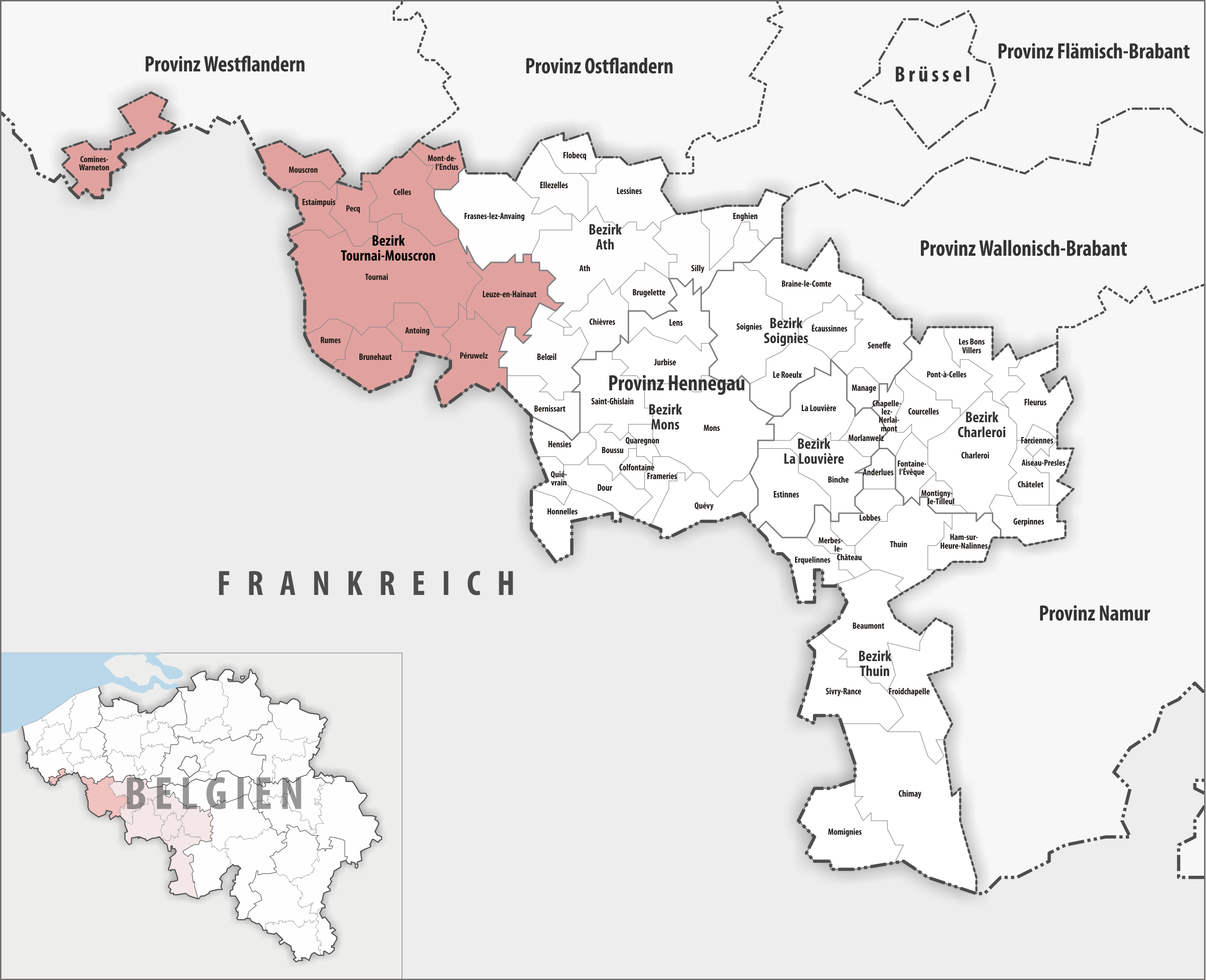
Gemeinden im Arrondissement Tournai-Mouscron

Tournai ist Teil des Arrondissements Tournai-Mouscron in der Provinz Hainaut. Diese gehört wiederum zur Wallonischen Region sowie zur Französischen Gemeinschaft Belgiens. Tournai ist frankophon.

## Politik
Die Kommunalwahl am 14. Oktober 2018 führte zu folgendem Ergebnis:
| Partei/Liste                              | Stimmenanteil | Sitze |
| ----------------------------------------- | ------------- | ----- |
| Parti Socialiste (PS)                     | 35,92 %       | 16    |
| Mouvement Réformateur (MR, liberal)       | 22,67 %       | 10    |
| Ecolo (grün)                              | 17,77 %       | 7     |
| Ensemble! A1                              | 14,02 %       | 5     |
| Parti du Travail de Belgique (PTB, links) | 05,60 %       | 1     |
| Weitere                                   | 04,02 %       | 0     |

Die Sozialisten und die Liberalen hatten gegenüber der letzten Kommunalwahl 2012 deutliche Verluste erlitten, die bis 2018 regierende Koalition dieser beiden Parteien zerbrach. Wahlsieger war Ecolo mit starken Zugewinnen. Es bildete sich eine Koalition von PS und Ecolo, zum Bürgermeister wurde Paul-Olivier Delannois von der Sozialistischen Partei gewählt.

### Stadtrat
- PTB: 2
- PS: 15
- Ecolo: 4
- LE: 7
- MR: 11

Nach der Wahl wurde eine Koalition aus MR, LE und Ecolo eingegangen. 
 Sie kommen zusammen auf 22 der 39 Sitze.
- PTB: 3
- PS: 86
- Ecolo: 22
- LE: 30
- MR: 52
- Sonst.: 2

Man könnte eine Koalition aus PS und Ecolo bilden. Sie kämen auf 108 von 195 Sitzen.

## Geschichte

### Römische Gründung
Tournai liegt an der Stelle des römischen Turnacum, das seit diokletianischer Zeit als Nachfolger von Castellum Menapiorum der Hauptort (civitas) der Menapier war. Sie ist nach Tongern die älteste Stadt Belgiens. Die Anlage einer ersten Befestigung wird auf das Ende des dritten Jahrhunderts oder Beginn des vierten Jahrhunderts datiert. Allerdings fand sich bei Ausgrabungen in der rue de La Loucherie südlich der Domkirche eine große bäuerliche Hofanlage aus der Eisenzeit, deren Einfriedungen bis zum Vieux Marché du Beurre reichten.
In den 50er Jahren wurde unter Kaiser Claudius der Norden Galliens ausgebaut und die Grenze nach Germanien militärisch gesichert. So wurde an der Stelle eines vicus ein römisches Militärlager an der Furt über die Schelde erbaut, an der sich wichtige Handelsstraßen kreuzten und vor allem die zur befestigten Römerstraße ausgebaute Verbindung zwischen Boulogne-sur-Mer und Köln die Schelde überquerte. Diese Straße ist in Belgien als Chaussée Brunehaut bekannt und wird in Deutschland neuerdings als Via Belgica bezeichnet. Von dem Römerlager wurden 1954 Teile des umlaufenden Wassergrabens entdeckt.
In der Folge zeigte sich die Befestigung als zu schwach, im zweiten Jahrhundert plünderten Chauken die Stadt, im dritten Jahrhundert Franken und Alemannen. Möglicherweise auf Kaiser Diokletian geht die nachfolgende Befestigung zurück. Tournai wurde in dieser Zeit zum Hauptsitz der keltisch-germanischen Menapier. Die römische Garnison bestand zu dieser Zeit vor allem aus germanischen Laeten. Die Vandalen überfielen und plünderten Römerlager und vicus 406, womit die römische Zeit in Tournai endete.
Dass Römer unter ihrem König Lucius Tarquinius Priscus im Jahre 606 vor Christus den Ort gegründet hätten, der deswegen als „zweites Rom“ gelte, ist eine mittelalterliche Legende. Ebenso ist ein römischer oder gallischer Heerführer Turnus nicht historisch gesichert, der die lokalen Gallier gegen Julius Cäsar im Gallischen Krieg angeführt habe. Er wurde aber lange Zeit als Erklärung für den Namen Tournai angeführt, dessen erste Überlieferung Tornacus ist und als „Siedlung des Turnus“ gedeutet wurde.

### Hauptort der Merowinger
Die Stadt wurde Mitte des 5. Jahrhunderts unter Merowech merowingischer Herrschaftssitz, von wo aus auch Childerich I. agierte. Nach 487 verlegte Chlodwig I. den Königssitz nach Soissons. Die Stadt gehörte seitdem zum Frankenreich und kam im 10. Jahrhundert zur Grafschaft Flandern.

### Unter den Habsburgern
Nach der Schlacht bei Guinegate wurde die Stadt von den Engländern belagert und musste am 24. September 1513 kapitulieren. Der spätere englische Kardinal Thomas Wolsey bemächtigte sich gegen den von Papst Leo X. als gewählten Bischof 1513 eingesetzten Lois Guillard 1514 des Bistums Tournai. Wolsey gab es erst 1519 für eine jährliche Leibrente von 12.000 Livre des französischen Königs Franz I. frei.
1521 kam die Stadt in den Besitz der Habsburger und blieb auch nach der Unabhängigkeit der Republik der Sieben Vereinigten Provinzen bei den Spanischen Niederlanden. Ab 1714 gehörte sie zu den Österreichischen Niederlanden.
1653 wurde in Tournai das Grab des Königs Childerich entdeckt, dessen Grabbeigaben 1831 teilweise gestohlen wurden. Der andere Teil befindet sich in der Bibliothèque nationale de France in Paris.
1667 wurde Tournai im Rahmen des Devolutionskrieges (1667–1668) zwischen Frankreich und Spanien belagert und nach vier Tagen durch Kapitulation der Spanier von den Franzosen erobert.
1709 wurde Tournai während des Spanischen Erbfolgekrieges von den Truppen des Herzogs von Marlborough und des Prinzen Eugen von Savoyen eingenommen.

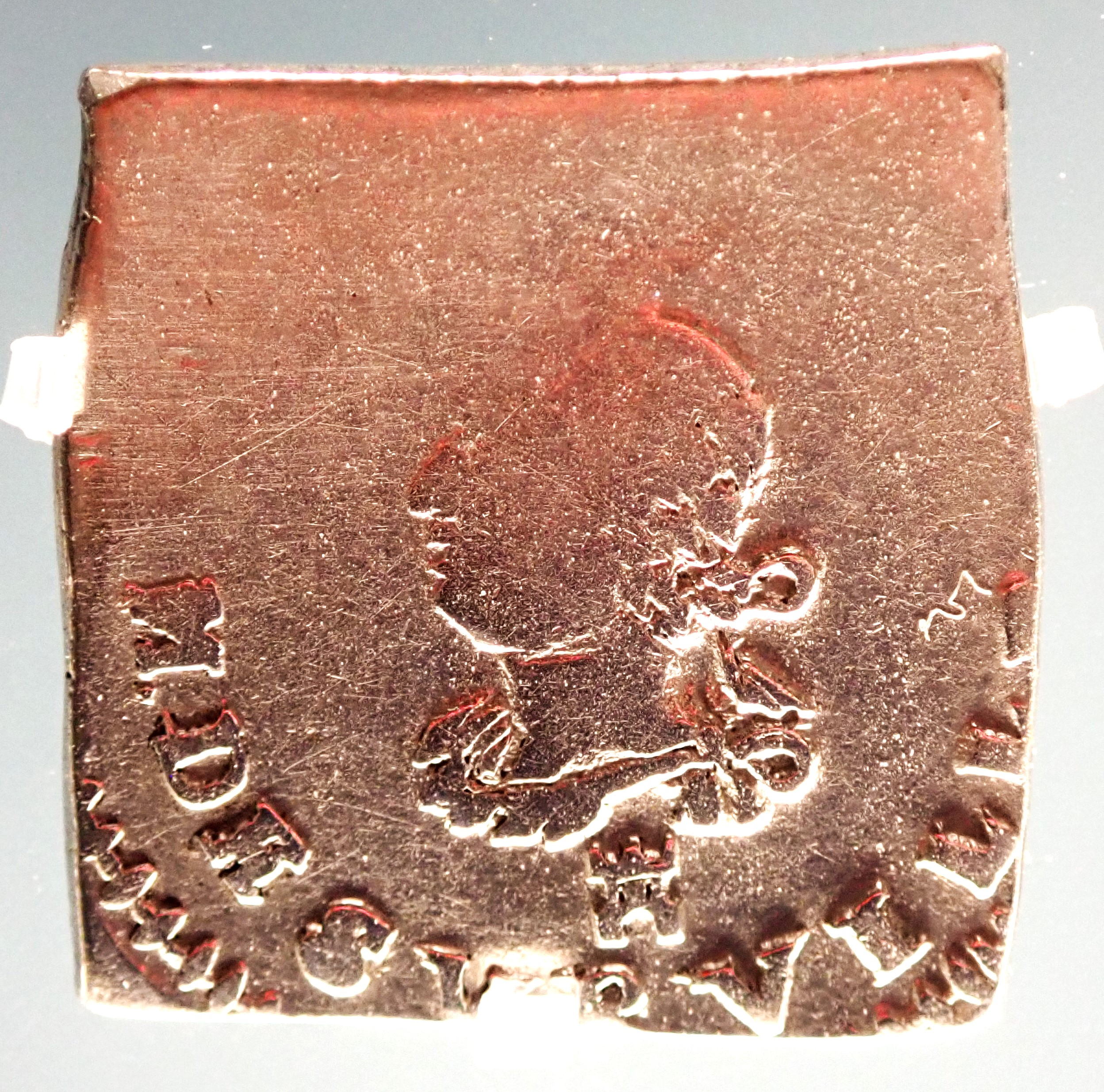
Notmünze aus Tournais von 1709 aus Tafelsilber des Marquis de Surville

Im Jahr 1745 wurde die Stadt im Zuge des Österreichischen Erbfolgekrieges von französischen Truppen unter dem Maréchal de Saxe belagert und erobert, wobei die Zitadelle komplett zerstört wurde. Tournai war bis zum Frieden von Aachen (1748) in französischer Hand und wurde anschließend zurückgegeben.
Die Niederlande wurden 1794/Januar 1795 von französischen Revolutionstruppen erobert; der Hennegau mit Tournai gehörte von 1795 bis 1814 zum französischen Département Jemappes. Von 1815 bis 1830 (Unabhängigkeit Belgiens) gehörte das Gebiet zum Königreich der Vereinigten Niederlande.

### 20. Jahrhundert
Im Ersten Weltkrieg war Tournai als Eisenbahnknotenpunkt und Sitz des Heeresgruppenführers Kronprinz Rupprecht von Bayern im Bischofspalais ein prädestinierter Etappenort und häufig Ziel von Luftangriffen.
Im Juni 1940 besetzte die Wehrmacht im Frankreichfeldzug Tournai und ganz Nordfrankreich; Frankreich musste den kapitulationsähnlichen Waffenstillstand von Compiègne unterzeichnen.
Am 6. Juni 1944 begann die Landung in der Normandie; am 26. August 1944 kapitulierte die deutsche Wehrmacht in Paris. Anschließend rückten die westalliierten Truppen sehr schnell Richtung Osten voran. Am 31. August 1944 schlug Brigadegeneral Truman C. Thorson vor, Richtung Tournai vorzurücken, um den Kessel von Mons vorzubereiten. General Omar N. Bradley befahl General Hodges, seine Truppen Richtung Tournai zu ziehen. Am 2. September ab 14 Uhr trafen US-Truppen und britische Truppen dort ein; auf dem Weg fanden sie fast keinen Widerstand.

## Sehenswürdigkeiten
Die mittelalterliche Altstadt von Tournai ist gut erhalten. Besonders sehenswert sind die Kathedrale Notre-Dame (erbaut 1110 bis 1325) und der um 1200 erbaute und damit älteste belgische Belfried, die beide zum UNESCO-Welterbe gehören. Nordwestlich des Belfrieds schließt sich der Grand-Place an, der mit seiner dreieckigen Form einen ungewöhnlichen Schnitt aufweist. Er wurde vom 1. bis 4. Jahrhundert als Friedhof benutzt und Ausgrabungen Ende des 20. Jahrhunderts konnten Reste einer karolingischen Kapelle nachweisen. Die Verleihung der Gemeindecharta durch Philipp II. im Jahr 1187 leitete das Wachstum der Stadt und des Marktplatzes ein, so dass er das Zentrum des kommunalen Lebens wurde. Kriegsschäden aus dem Jahr 1940 wurden in der Nachkriegszeit stilgerecht behoben, so dass der Platz seinen ursprünglichen Charakter bewahrt hat. Der Renaissancebau der Tuchhalle wurde nach Plänen von Jacques Van den Steen im Jahr 1610 errichtet.
Ferner ist auch die Pont des Trous sehenswert, eine Brücke über den Escaut als Teil der mittelalterlichen Befestigung. Die Brückenbögen des Pont des Trous wurden allerdings nach langen politischen Auseinandersetzungen gegen erhebliche Widerstände im August 2019 abgerissen, um die Durchfahrt größerer Schiffe auf dem Fluss zu ermöglichen. Es stehen nur noch die Türme auf den beiden Seiten des Escaut. Eine Restaurierung der Brücke ist geplant, es ist jedoch noch nicht klar, in welcher Form und zu welchem Zeitpunkt.
In der 1797 säkularisierten Benediktinerabtei St. Martin aus dem 11. Jahrhundert ist heute das Rathaus untergebracht. Das Gebäude hat eine neoklassische Fassade aus dem 18. Jahrhundert und ist in eine Parkanlage eingebettet. Erhalten ist noch die romanische Krypta aus dem 12. Jahrhundert. Das Musée des Beaux-Arts, geplant von Victor Horta, wurde 1928 eröffnet und beherbergt eine Gemälde- und Skulpturensammlung. Gegenüber der Basilika Saint-Brice befindet sich ein Doppelensemble romanischer Bürgerhäuser.

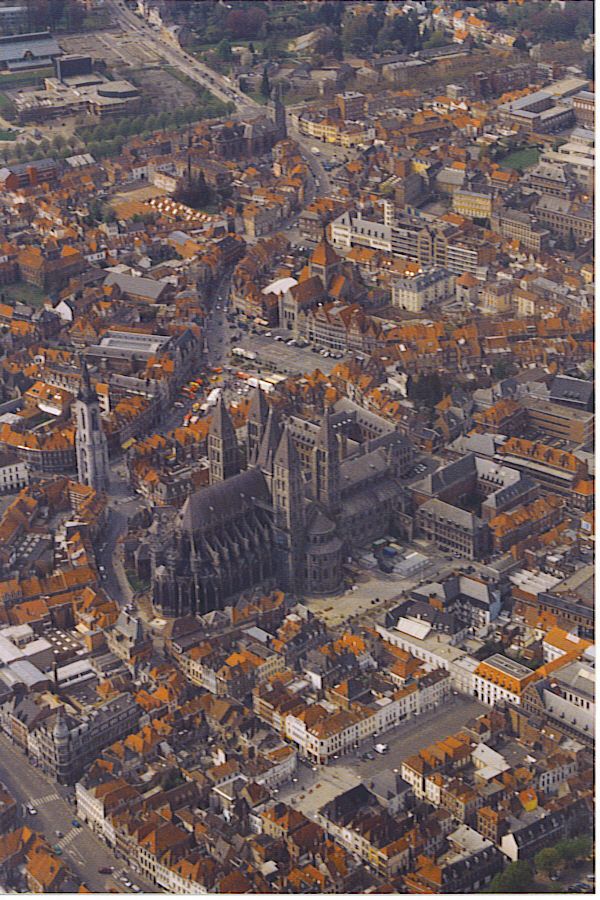
Luftbild
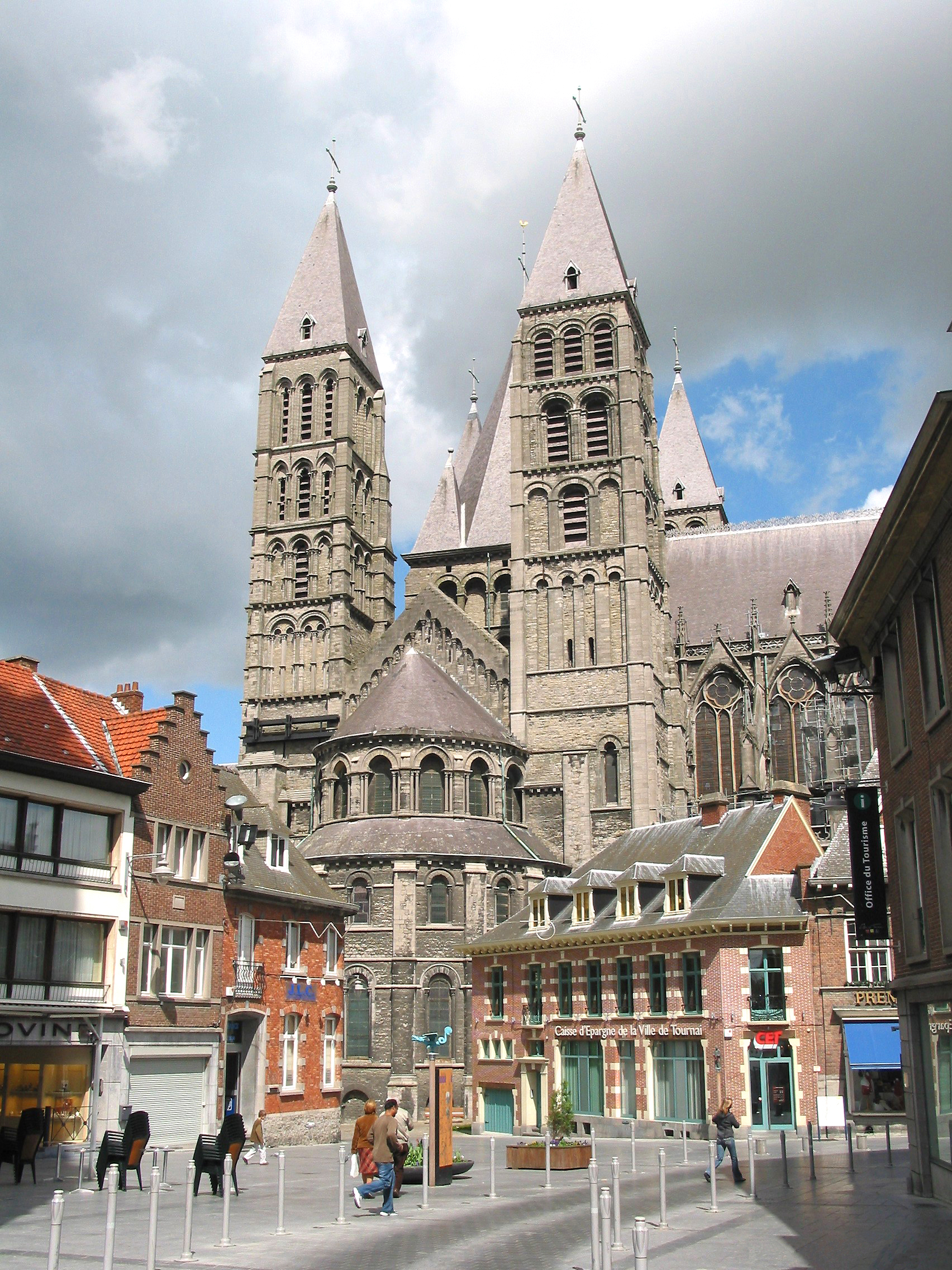
Kathedrale Notre-Dame
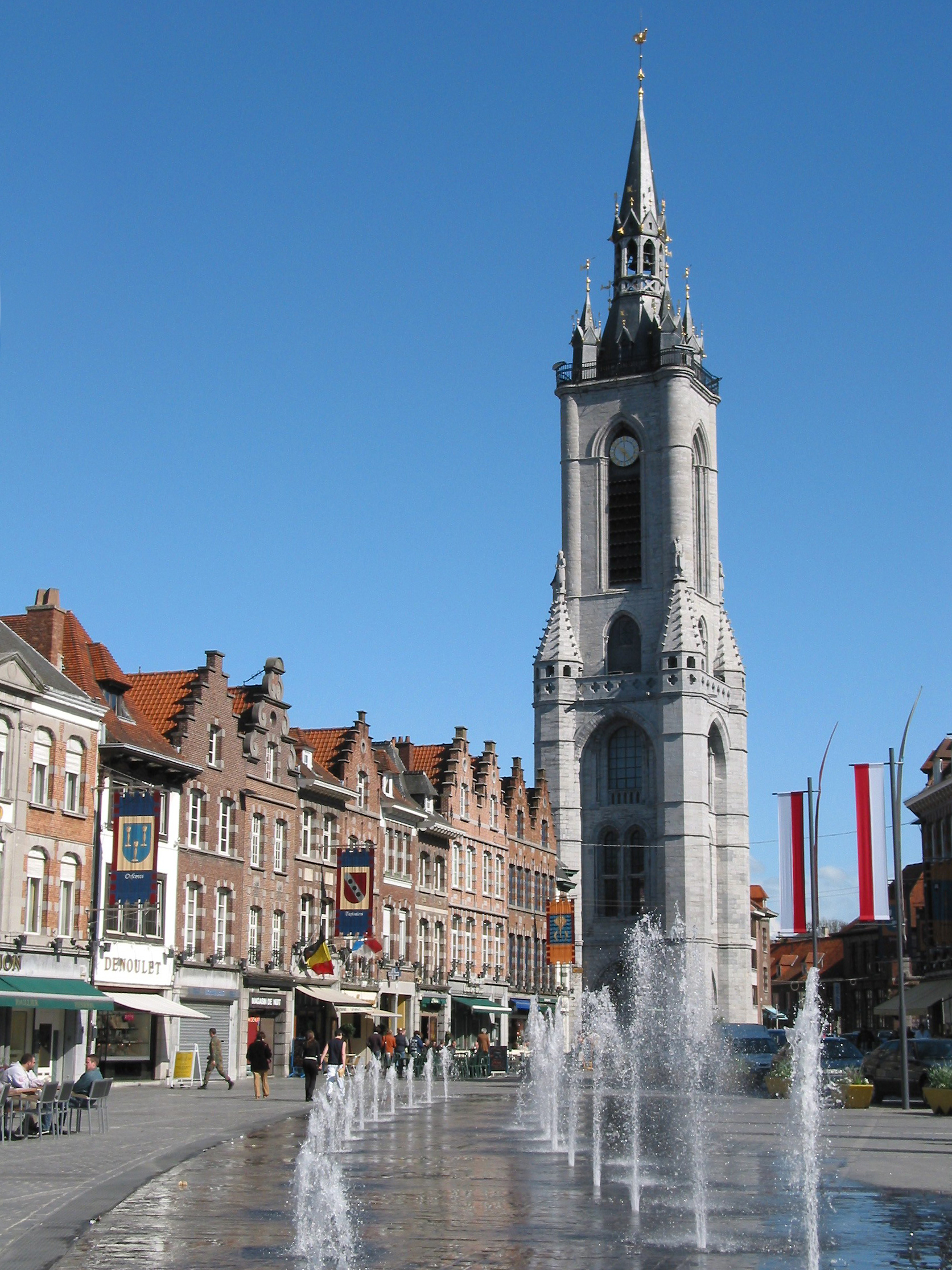
Belfried
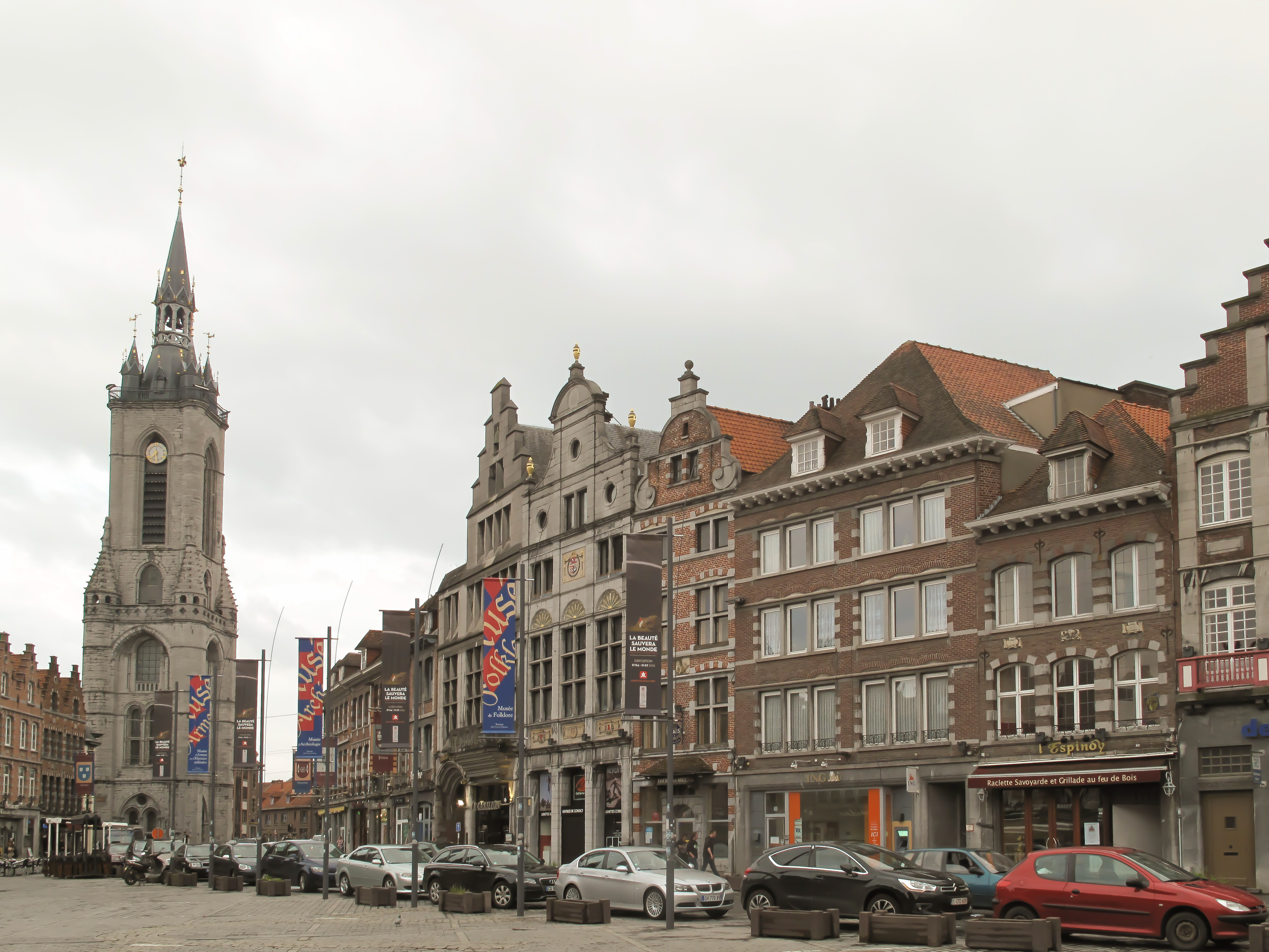
Grand-Place (südlicher Rand)
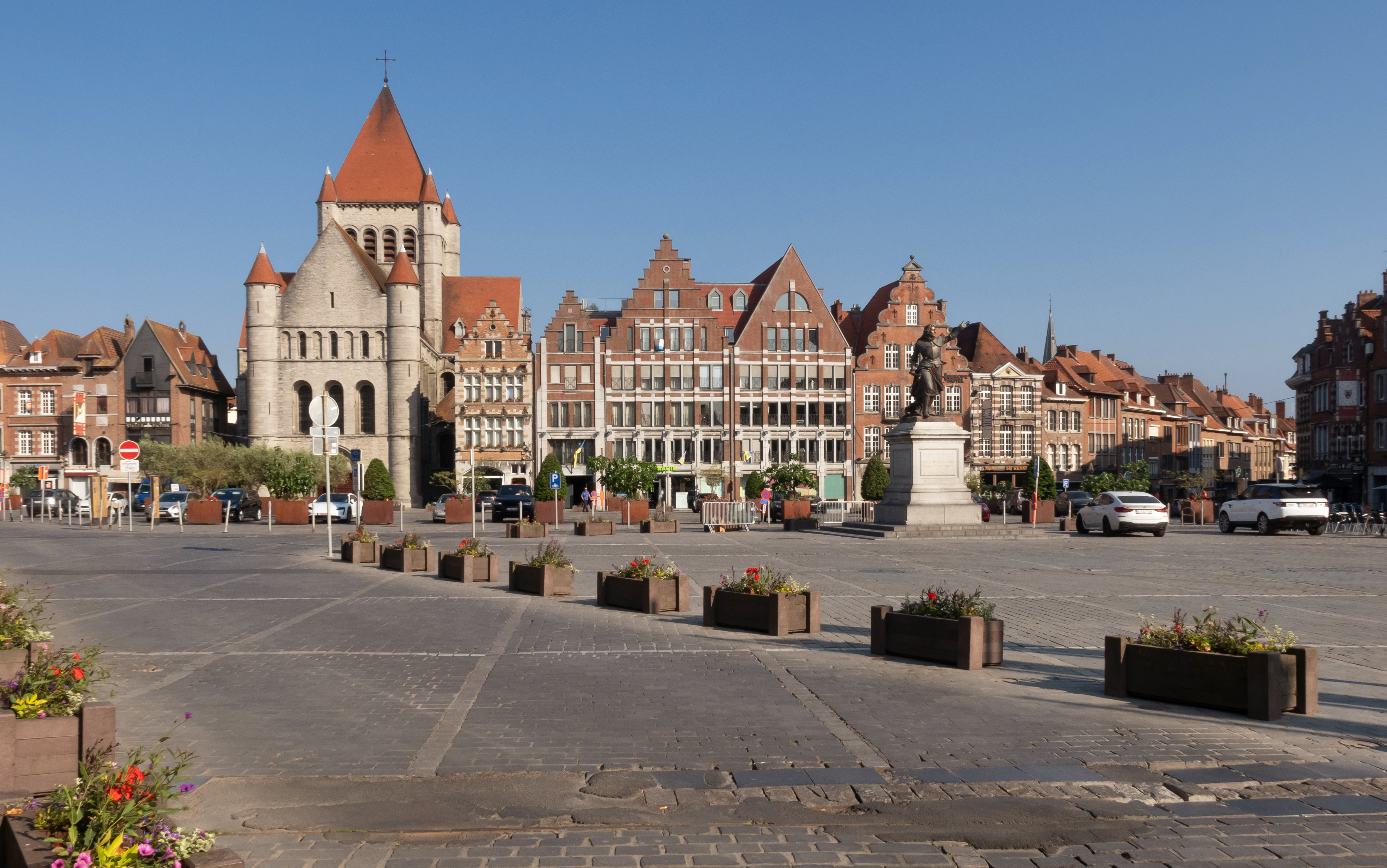
Blick auf den Grand-Place
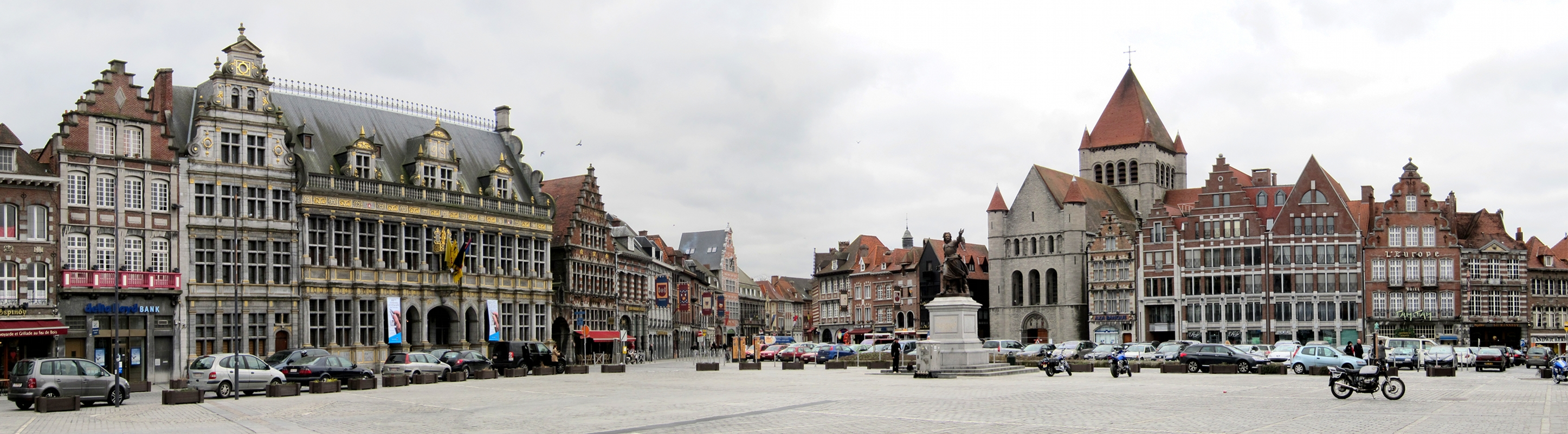
Tuchhalle und Saint-Quentin-Kirche am Grand-Place
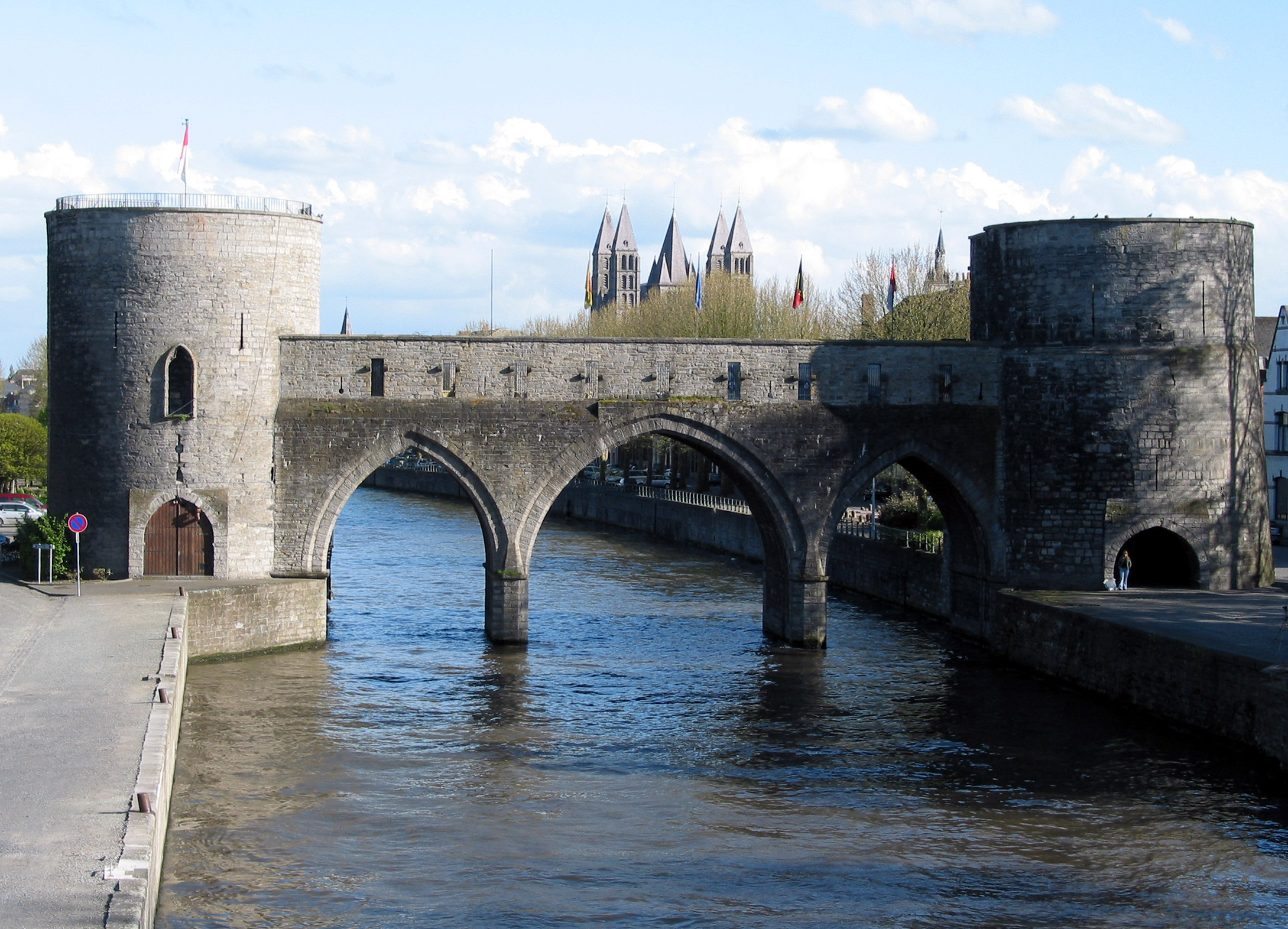
Pont des Trous
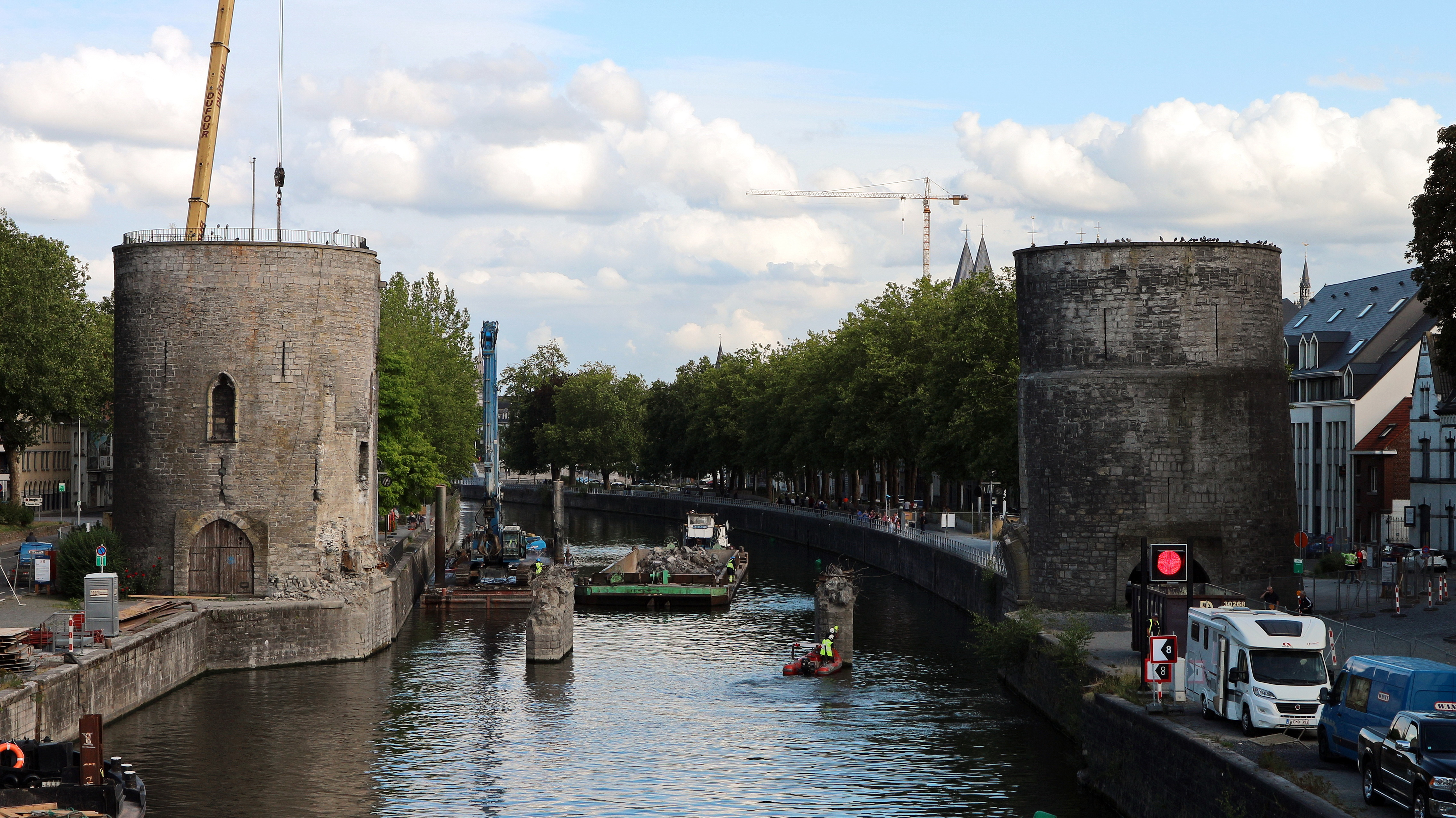
Pont des Trous nach dem Abriss der Brückenbögen
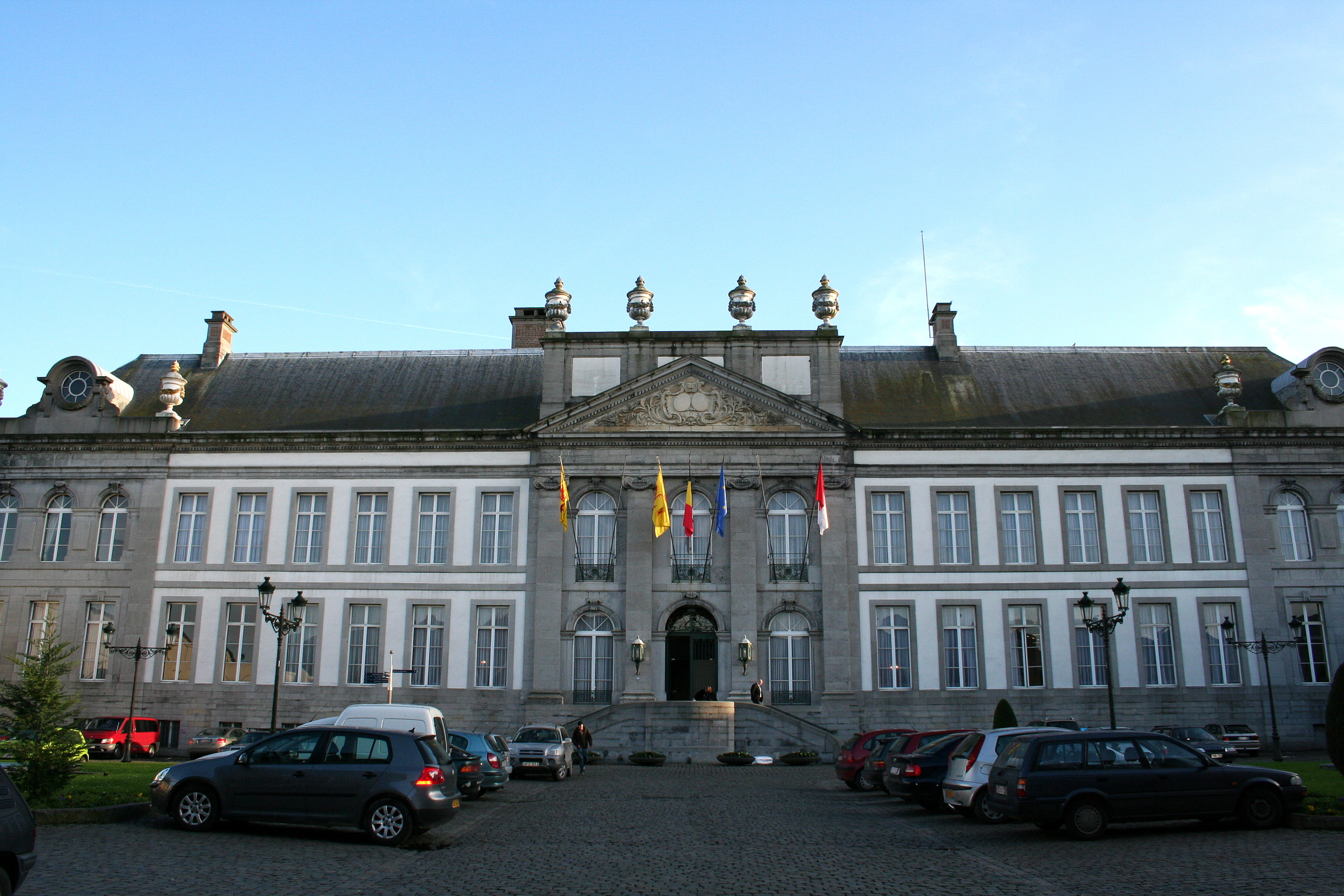
Ehemaliger Bischofspalast
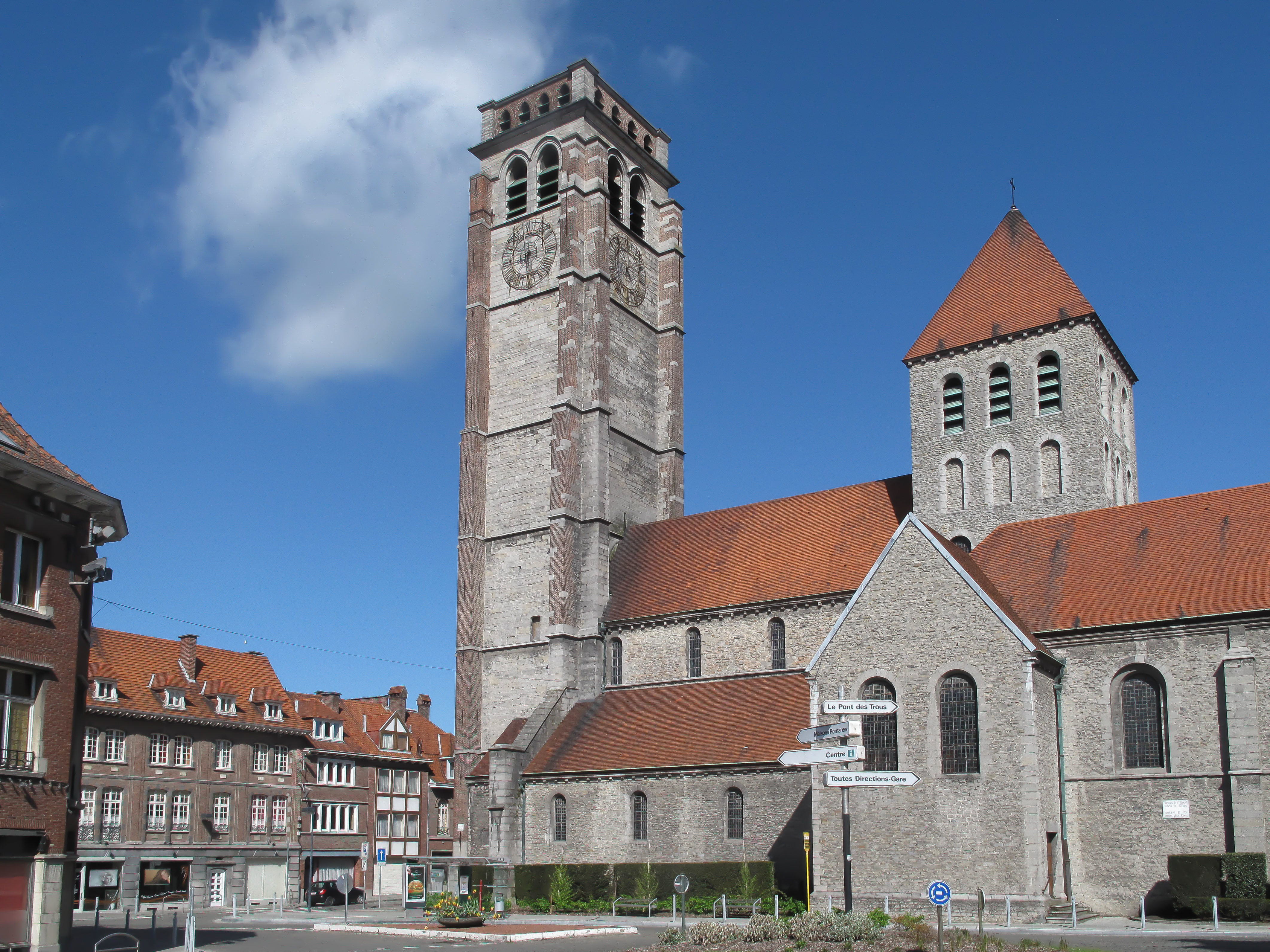
Kirche Saint Brice
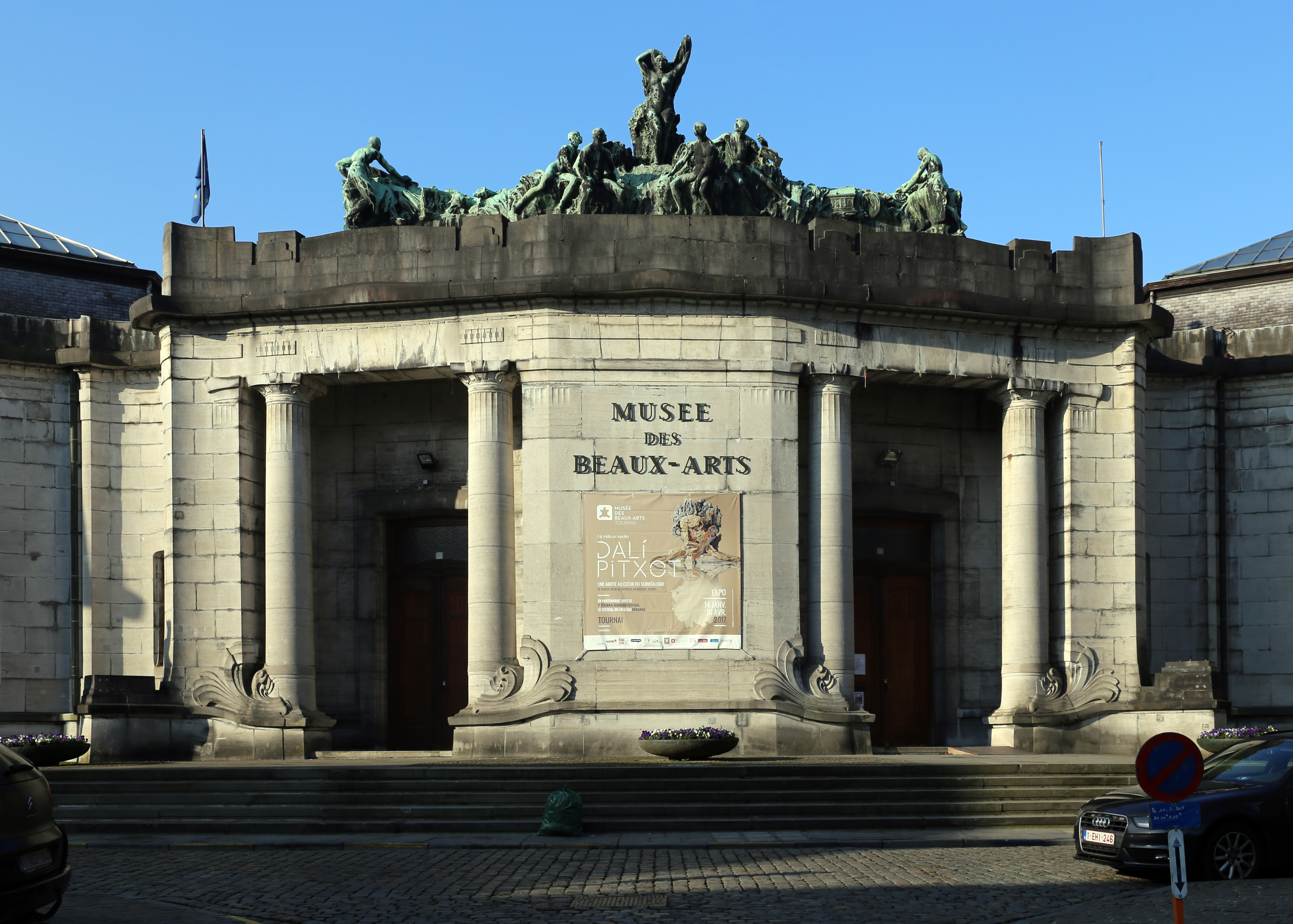
Museum der Schönen Künste

## Wirtschaft
Tournai war früher ein bedeutendes Zentrum des Textilhandels und der Anfertigung von hochwertigen Textilien (in Tournai wird die Hauptmanufaktur der Millefleurs-Wandteppiche vermutet). Berühmt ist der sogenannte Tournai-Teppich (der auch Tournay-Teppich genannt wird). Die Textilindustrie hat auch heute (2008) noch eine gewisse Bedeutung.

## Sport
Von 1911 bis 1996 wurde mit Unterbrechungen das Radrennen Binche–Tournai–Binche ausgetragen. Seit dem Jahre 2010 wird es wieder veranstaltet (in der UCI-Kategorie 1.1.): es trägt in Erinnerung an den 2009 verstorbenen belgischen Radsportler den Namen Mémorial Frank Vandenbroucke.

## Städtepartnerschaften
Partnerstädte Tournais sind
- Troyes Frankreich (Region Grand Est), seit 1951
- Villeneuve-d’Ascq, Frankreich (Region Hauts-de-France), seit 1994
- Canterbury, Großbritannien (Grafschaft Kent), seit 1998
- Bethlehem, Palästina, seit 2012
- Mogi das Cruzes, Brasilien (Metropolregion São Paulo), seit 2016

## Persönlichkeiten

### Söhne und Töchter der Stadt
- Alulfus von Tournai (* um 1075; † 1144), auch Alulfus Tornacensis, Benediktinermönch, Kanoniker, Bibliothekar und Kantor
- Hermann von Tournai, (* um 1095; † nach 1147) auch Herimannus Tornacensis, Benediktinermönch, Chronist und 3. Abt in der Abtei Saint-Martin von Tournai
- Gilles Li Muisis, auch Gilles Le Muiset (1272–1352), Mönch, Chronist und Dichter
- Rogier van der Weyden (1399/1400–1464), flämischer Maler
- Robert Campin (um 1375 – 1444), flämischer Maler
- Pasquier Grenier (um 1425 – 1493), Bildwirker und Kaufmann des Mittelalters
- Pierre de la Rue (1460/70–1518), Renaissance-Komponist
- Marie Dentière (1495–1561), reformierte Theologin und Reformationshistorikerin
- Jean Taffin (1529/30–1602), reformierter Theologe und Hofprediger von Wilhelm von Oranien
- Isaac Le Maire (um 1558 – 1624), Unternehmer, Investor und Aktionär der Dutch East India Company (VOC)
- Géry de Ghersem (zwischen 1572 und 1575 – 1630), Komponist
- Theobald Michau (1676–1765), flämischer Maler
- Charles Henri Joseph de Rasse (1774–1818), Bürgermeister der Stadt
- Charles Le Hon (1792–1868), Staatsmann
- Antoine Dewasme-Plétinckx (1797–1851), Lithograf und Verleger von Kunstdrucken, Fotografien und Büchern
- Louis Gallait (1810–1887), Maler
- Georges Rodenbach (1855–1898), Schriftsteller
- Jean Noté (1858–1922), Opernsänger
- Hélène Dutrieu (1877–1961), genannt Das Falkenmädchen, Pilotin
- Fernand Allard l’Olivier (1883–1933), Maler
- Gabrielle Petit (1893–1916), Nationalheldin im Ersten Weltkrieg
- André Lefèbvre (1902–1991), römisch-katholischer Ordensgeistlicher, Bischof von Kikwit
- Piet Fransen (1913–1983), Theologe
- André-Paul Duchâteau (1925–2020), Comic-Autor
- Jean-Pierre Gaban (* 1937), Autorennfahrer
- Jacques Donnez (* 1947), Gynäkologe und Reproduktionsmediziner
- Camille Laus (* 1993), Sprinterin
- Sabine Dardenne (* 1983), Verbrechensopfer
- Jimmy Duquennoy (1995–2018), Radrennfahrer
- Ayanda Sishuba (* 2005), belgisch-südafrikanischer Fußballspieler

### Mit Tournai verbunden
- Stephan von Tournai (1128–1203), Bischof von Tournai von 1192 bis 1203

## Geologie
Nach der Stadt Tournai ist die geologische Stufe Tournaisium benannt, die unterste Stufe des Mississippiums im Karbon. Sie umfasst ca. den Zeitraum 359 bis 347 Millionen Jahre vor heute.